# Ямантака

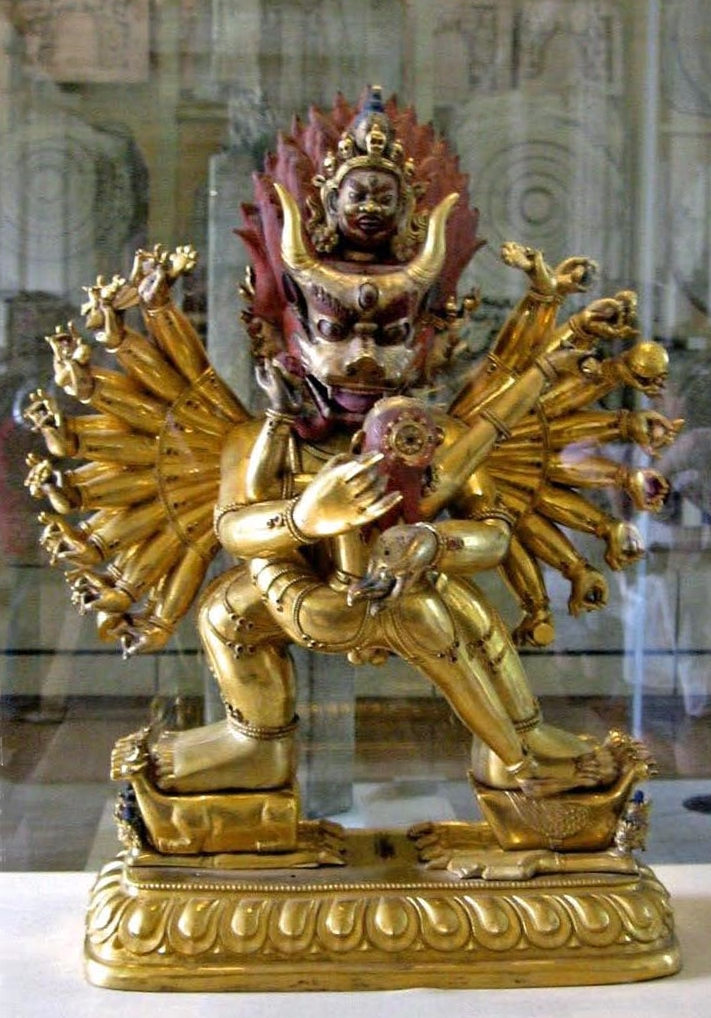
Ямантака в союзі з дружиною (Яб-юм)

Ямантака (санскр. यमान्तक Yamāntaka/ Ваджрабхайрава(тиб. གཤིན་རྗེ་གཤེད་, རྡོ་རྗེ་འཇིགས་བྱེད། (gshin rje gshed; rdo rje 'jigs byed); спрощ.: 大威德金刚; кит. трад.: 大威德金剛; піньїнь: Dà Wēidé Jīngāng; кор. 대위덕명왕 Daewideok-myeongwang; яп. 大威徳明王 Daiitoku-myōō; монг. Эрлэгийн Жаргагчи Erlig-jin Jarghagchi) — ідам і дхармапала, гнівна форма бодгісаттви Манджушрі; божество "руйнівник смерті" буддизму Ваджраяни або ж його сприймають як "переможця володаря смерті"
Один з головних ідамів тибетського буддизму, поряд з Хеваджрою, Гух'ясамаджою, Чакрасамварою і Калачакрою, чия практика найбільш поширена в школі Ґелуг.

## Іконографія
На тибетських танках Ямантаку зображують з 16-ма ногами, з 34-ма руками, з 9-ма головами (одна з голів — бичача). Всі голови забезпечені 3-ма очима. Його тіло синього кольору з ерегованим членом. Він одягнений в закривавлений плащ із слонової шкіри.

## Значення імені
тиб. གཤིན་རྗེ་གཤེད་, རྡོ་རྗེ་འཇིགས་བྱེད,གཤིན་རྗེ་གཤེད་, རྡོ་རྗེ་འཇིགས་བྱེད, Вайлі Gshin-rje-gshed, яп. 大威徳明王, Дайтокумео (скор. Дайтоку); кит. 大威德金剛; піньїнь: Dà wēidé jīngāng; монг. Эрлэгийн Жаргагч
«Ямантака» («Винищувач Ями»), або ж у більш розлогій титулатурі «Бхагаван Шрі Ямантака» (श्री भगवान् यमान्तक; «Славний Блаженний вбивця Ями»)[джерело?] — це більш поширене ім'я Ваджрабхайрави (санскр. «Ваджрнострахітливий»; монг. Очир-Аюулгагч).